# Twitter Files
Los Twitter Files son una serie de publicaciones de documentos internos selectos de Twitter, Inc. En diciembre de 2022, el director ejecutivo Elon Musk entregó los documentos a los periodistas Matt Taibbi, Bari Weiss, Lee Fang y a los autores Michael Shellenberger, David Zweig y Alex Berenson poco después de que adquiriera Twitter el 27 de octubre de 2022. Taibbi y Weiss coordinaron la publicación de los documentos con Musk, publicando detalles de los archivos como una serie de hilos de Twitter.
Las publicaciones han provocado un debate sobre la naturaleza de las listas negras, promesas de investigación del Congreso, llamados para la publicación completa de todos los documentos en aras de la transparencia y llamados a mejorar los procesos de moderación de contenido en Twitter.
Después de que se publicó el primer conjunto de archivos, muchos periodistas de tecnología escribieron que la evidencia reportaba que el equipo de políticas de Twitter tuvo dificultades para tomar una decisión difícil pero resolvió el asunto rápidamente, mientras que las voces de derecha dijeron que los documentos confirmaban el sesgo liberal de Twitter. Según Rolling Stone, una parte significativa de los Twitter Files se dedicaron al manejo de Twitter de las solicitudes de elimi
nación por parte de demócratas y funcionarios federales.

## Antecedentes
El público no conoce bien el funcionamiento interno de los sistemas de moderación de contenido, ya que el conocimiento de los detalles podría permitir la manipulación. Pero los conservadores estadounidenses han sostenido durante mucho tiempo que Twitter usa sus políticas de moderación para amordazar las opiniones conservadoras. El 28 de noviembre de 2022, un mes después de que Musk adquiriera oficialmente Twitter, Musk anunció que planeaba publicar una parte de los documentos internos de Twitter relacionados con la "supresión de la libertad de expresión", y agregó: "El público merece saber qué sucedió realmente" bajo el liderazgo anterior de Twitter.
Posteriormente, Musk entregó una serie de documentos internos de Twitter, incluidas capturas de pantalla, correos electrónicos y registros de chat, a los periodistas independientes Matt Taibbi y Bari Weiss. Taibbi señaló que "a cambio de la oportunidad de cubrir una historia única y explosiva, tuve que aceptar ciertas condiciones" que no reveló. Weiss declaró que la única condición que acordaron ella y su equipo de reporteros fue que el material se publicaría primero en Twitter. Musk declaró más tarde que no había leído los documentos antes de entregarlos a Taibbi y Weiss.
El 6 de diciembre, Musk despidió a James Baker, asesor legal adjunto de Twitter, por supuestamente examinar la información antes de que se la pasara a Taibbi y Weiss y brindar una explicación que a Musk le pareció "poco convincente". Taibbi dijo que la publicación planeada de los documentos internos de Twitter relacionados con su manejo de la historia de la computadora portátil Hunter Biden se retrasaron debido a la investigación de antecedentes de Baker. Baker había sido previamente consejero general del FBI e investigó la presunta interferencia rusa en las elecciones de 2016.

## Temas
En su preludio, Taibbi declaró que los archivos contaban una "historia de Frankenstein de un mecanismo construido por humanos" - "una de las plataformas de redes sociales más grandes e influyentes del mundo" - "que creció fuera del control de su diseñador". Taibbi escribió que estos documentos, así como la evaluación de "múltiples ejecutivos de alto nivel actuales y anteriores", demuestran cómo, aunque se recibieron y cumplieron las solicitudes externas de moderación de ambos partidos políticos, una base de empleados mayoritariamente de izquierda en Twitter facilitó un sesgo de izquierda.
La primera entrega incluía contenido relacionado con el proceso de moderación de Twitter con respecto a un artículo del New York Post sobre la historia de la computadora portátil de Hunter Biden. La segunda entrega abordó lo que Musk y otros han descrito como el baneo en la sombra de algunos usuarios. La tercera entrega destacó los eventos dentro de Twitter que llevaron a la suspensión del presidente Donald Trump de Twitter. La cuarta entrega cubrió cómo reaccionaron los empleados de Twitter al asalto al Capitolio de los Estados Unidos el 6 de enero y el conflicto dentro de Twitter sobre cómo moderar los tweets y los usuarios que apoyaron el asalto. La quinta entrega cubrió cómo los empleados de Twitter influyeron en la decisión de prohibir a Trump en la plataforma. La sexta entrega describió cómo el FBI se puso en contacto con Twitter para sugerir que se tomaran medidas contra varias cuentas por supuestamente difundir desinformación electoral. La séptima entrega mostró la interacción de Twitter con la comunidad de inteligencia en torno a la historia del New York Post de la computadora portátil de Hunter Biden. La octava entrega mostró las cuentas incluidas en la lista blanca del Equipo de Integridad del Sitio de Twitter del Mando Central de los Estados Unidos (CENTCOM) utilizadas para ejecutar campañas de influencia en línea en otros países.

### Núm. 1:Moderación de contenido de la historia del New York Post

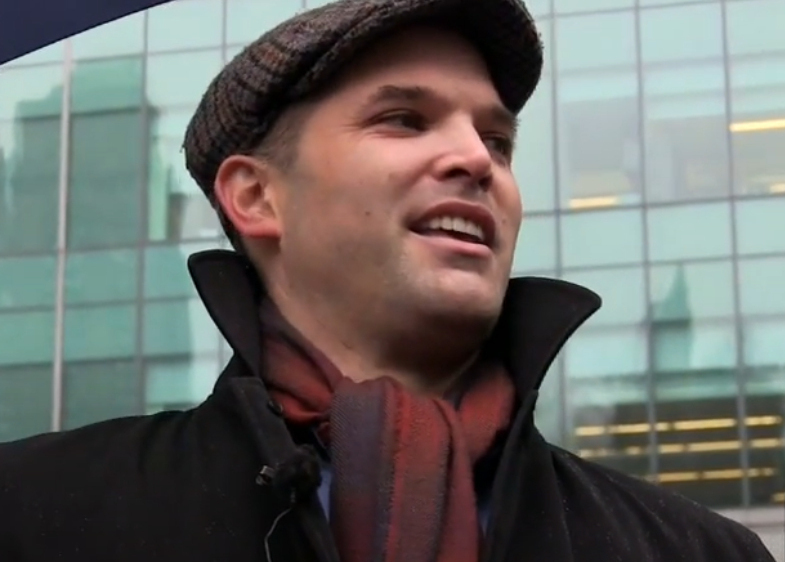
El periodista Matt Taibbi, quien publicó la primera entrega de los documentos.

El 2 de diciembre de 2022, Taibbi publicó un extenso hilo de Twitter informando sobre la primera entrega de los archivos por parte de Twitter, que ilustró con imágenes de algunos de los archivos. La entrega de Taibbi atrajo miles de retuits. Algunos documentos describieron las deliberaciones internas de Twitter con respecto a la decisión de moderar el contenido relacionado con la controversia de la computadora portátil de Hunter Biden, mientras que otros contenían información sobre cómo Twitter trató los tweets que fueron marcados para su eliminación a pedido del equipo de campaña de Biden de 2020. También compartió comunicaciones entre el demócrata de California Ro Khanna y el entonces jefa legal de Twitter, Vijaya Gadde, en las que Khanna advertía sobre las implicaciones de la libertad de expresión y la posible reacción política que resultaría de la censura.
La controversia de la computadora portátil se relacionó con un artículo del New York Post de 2020 que presentaba acusaciones sobre una computadora portátil de Hunter Biden, hijo del entonces candidato presidencial Joe Biden. Twitter, junto con Facebook, implementaron medidas para impedir que sus usuarios compartieran enlaces a la historia, y Twitter impuso además un bloqueo temporal en las cuentas del New York Post y la secretaria de prensa de la Casa Blanca, Kayleigh McEnany, citando violaciones de sus reglas contra publicaciones con contenido pirateado. The Washington Post informó que esto fue el resultado de los ejercicios de planificación de escenarios de la compañía para combatir supuestas campañas de desinformación, que incluían posibles situaciones de "pirateo y filtración" como lo que había ocurrido durante la presunta interferencia rusa en las elecciones estadounidenses de 2016. La decisión generó protestas por parte del entonces presidente Trump y de los conservadores, quienes la consideraron políticamente motivada. Yoel Roth, entonces Jefe de Confianza y Seguridad de Twitter, reconoció más tarde que fue un "error" censurar la historia del New York Post.
Los documentos arrojaron luz sobre un debate interno sobre si Twitter debería evitar que se compartiera la historia, y los líderes argumentaron que caía dentro de la prohibición de la empresa sobre materiales pirateados. Según Taibbi, el entonces director ejecutivo Dorsey no estaba al tanto de la decisión de suprimir el contenido cuando se tomó. Días después, Dorsey revocó la decisión, calificándola de "error", y Twitter actualizó su política de materiales pirateados para establecer que se permitirían noticias sobre materiales pirateados, pero con una advertencia contextual. Taibbi también compartió una captura de pantalla de lo que parecía ser una solicitud de la campaña de Biden solicitando una revisión de cinco tuits, junto con la respuesta del equipo de moderación de Twitter: "Manejé esto". Taibbi no reveló el contenido de esos tuits, pero más tarde se descubrió que cuatro de los archivos de Internet contenían imágenes de Hunter Biden desnudo, lo que violaba la política de Twitter y la ley de California como pornografía de venganza; se desconoce el contenido del quinto tuit eliminado.
Musk tuiteó que Twitter había actuado "bajo órdenes del gobierno", aunque Taibbi informó que no encontró evidencia de participación del gobierno en la historia de la computadora portátil, y tuiteó: "Aunque varias fuentes recordaron haber escuchado sobre una advertencia 'general' de las autoridades federales ese verano sobre posibles piratas informáticos extranjeros, no hay evidencia, que yo haya visto, de ninguna participación del gobierno en la historia de la computadora portátil".

### Núm. 2: Filtrado de visibilidad
Weiss publicó la segunda entrega el 8 de diciembre, que cubre el "filtrado de visibilidad". Twitter "clasifica" tweets y resultados de búsqueda, promocionando algunos tweets por "relevancia oportuna" y limitando la exposición de otros. La empresa utiliza el término "filtrado de visibilidad" para referirse a estas prácticas, así como al filtrado generado por el usuario, como cuando un usuario bloquea o silencia otra cuenta. Uno de los objetivos del filtrado de visibilidad es reducir el alcance de las cuentas que violan las reglas de Twitter sin cometer violaciones lo suficientemente graves como para justificar la suspensión.
Weiss sostuvo que el "filtrado de visibilidad" era simplemente el término interno de Twitter para "baneo en la sombra". Publicó capturas de pantalla de las vistas de los empleados de las cuentas de usuario con etiquetas que indican el filtrado de visibilidad, y escribió que las decisiones políticamente sensibles fueron tomadas por el equipo de Política de Integridad del Sitio, Soporte de Escalamiento de Políticas (SIP-PES), que incluía al director legal, jefe de confianza y seguridad y director general. Publicó capturas de pantalla de las cuentas del profesor de Stanford Jay Bhattacharya, un opositor del confinamiento por la pandemia de COVID-19 y los mandatos obligatorios de mascarillas, el locutor de radio conservador Dan Bongino y el activista conservador Charlie Kirk, que fueron etiquetados respectivamente con "Lista negra de tendencias", "Buscar en la lista negra" y "No amplificar". También dijo que el equipo de SIP-PES fue responsable de las múltiples suspensiones de la cuenta Libs of TikTok, que había sido etiquetada con "No tomar medidas sobre el usuario sin consultar con SIP-PES". Señaló que Twitter no había eliminado un tuit que contenía la dirección de la casa del propietario de la cuenta, Chaya Raichik.
Weiss caracterizó estas prácticas como censura y como evidencia de baneo en la sombra, que Twitter cuestionó, en gran parte sobre la base de su diferente definición de "shadow ban". Twitter distinguió el filtrado de visibilidad de la prohibición oculta, que definió como hacer que "el contenido no pueda ser descubierto por nadie excepto por la persona que lo publicó".
Los documentos que Weiss discutió se centraron en personas populares entre la derecha y parecieron indicar que las prácticas de moderación tenían motivaciones políticas, una acusación de larga data entre los conservadores estadounidenses, que Twitter ha negado. Weiss no reveló cuántas cuentas en general fueron desamplificadas ni las ideas políticas específicas de quienes lo fueron, y esta falta de contexto dificultó extraer conclusiones sobre el asunto.

### Núm. 3-5: Ataque al Capitolio y suspensión de Donald Trump
La tercera entrega fue publicada por Taibbi el 9 de diciembre, destacando los eventos dentro de la empresa que llevaron a la suspensión de Trump de Twitter. Dos días después del asalto al Capitolio de los Estados Unidos el 6 de enero de 2021, Trump hizo dos tuits: uno elogió a sus votantes, llamándolos "patriotas estadounidenses" a quienes "no se les faltará el respeto ni se les tratará injustamente de ninguna manera" y el otro declaró que no asistiría a la investidura de Joe Biden. Twitter suspendió permanentemente la cuenta de Trump el mismo día, citando los dos tuits como una violación de la política de "glorificación de la violencia". Taibbi informó que el 8 de octubre de 2020, los ejecutivos de Twitter crearon un canal titulado "us2020_xfn_enforcement" como un centro para discutir la eliminación de contenido relacionado con las próximas elecciones presidenciales de Estados Unidos de 2020. El proceso de moderación de Twitter se basó, según Taibbi, en conjeturas, "llamadas intuitivas" y búsquedas en Google, incluida la moderación de los tuits del entonces presidente Trump. Como informó anteriormente The New York Times en 2020, Taibbi dijo que el entonces jefe de Confianza y Seguridad de Twitter, Yoel Roth, se reunía regularmente con agencias como el FBI para discutir posibles intentos de actores extranjeros y nacionales de supuestamente manipular las elecciones de 2020. Tras la suspensión de la cuenta de Twitter de Trump, Taibbi informó que sentó un precedente para la suspensión de cuentas de futuros presidentes, que afirmó violar las propias políticas de Twitter. Taibbi escribió que le dijeron que la administración de Trump y los republicanos habían hecho solicitudes para moderar los tuits, pero no encontraron ninguna evidencia de estas solicitudes en el chat de Slack para la actuación en las elecciones.

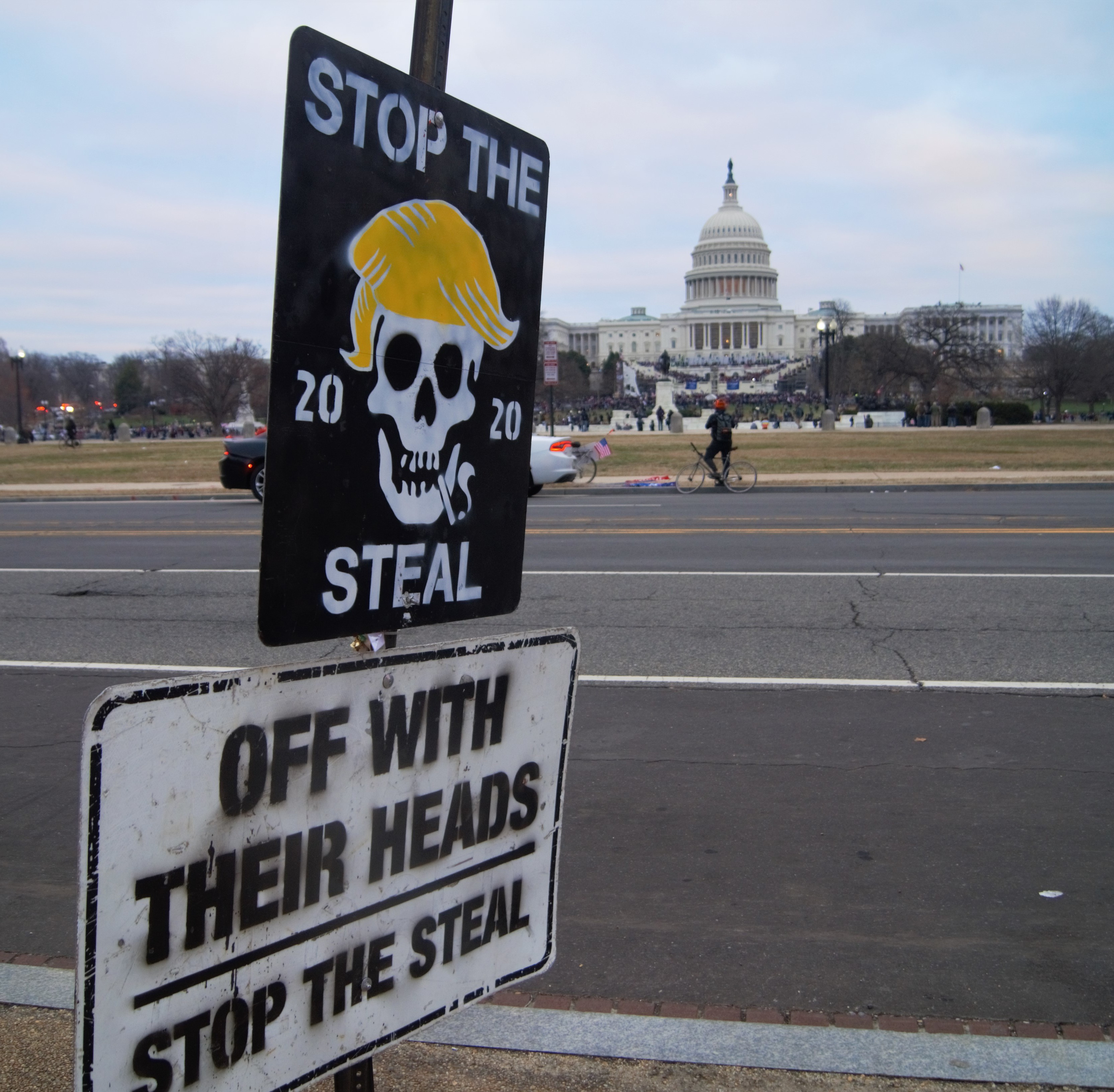
Letreros que dicen "Detengan el robo" y "Que les corten la cabeza", fotografiados el día del asalto.

La cuarta entrega fue publicada el 10 de diciembre por Shellenberger. Cubrió cómo los empleados de Twitter reaccionaron al asalto del Capitolio de los Estados Unidos el 6 de enero y el conflicto dentro de la empresa sobre cómo tomar medidas contra los tuits y los usuarios de Twitter que apoyaban el asalto sin una política específica como respaldo, debido a la naturaleza sin precedentes de las falsas afirmaciones de Trump de ganar las elecciones presidenciales de Estados Unidos de 2020. Shellenberger compartió capturas de pantalla de Roth pidiéndole a un compañero de trabajo que incluyera en la lista negra los términos "stopthesteal" (detengan el robo) y "kraken", ambos asociados con los partidarios del asalto del 6 de enero. También dijo que la presión de los empleados de la compañía pareció influir en Dorsey para que aprobara una política de suspensión permanente para "infractores reincidentes". Después de recibir cinco advertencias según la nueva política, la cuenta personal de Twitter de Trump se suspendió de forma permanente el 8 de enero. La entrega de Shellenberger también proporcionó capturas de pantalla que sugerían que hubo casos en los que los empleados marcaron tuits y aplicaron advertencias a su propia discreción sin una guía de política específica, que según Shellenberger, son ejemplos de situaciones que ocurrían con frecuencia.

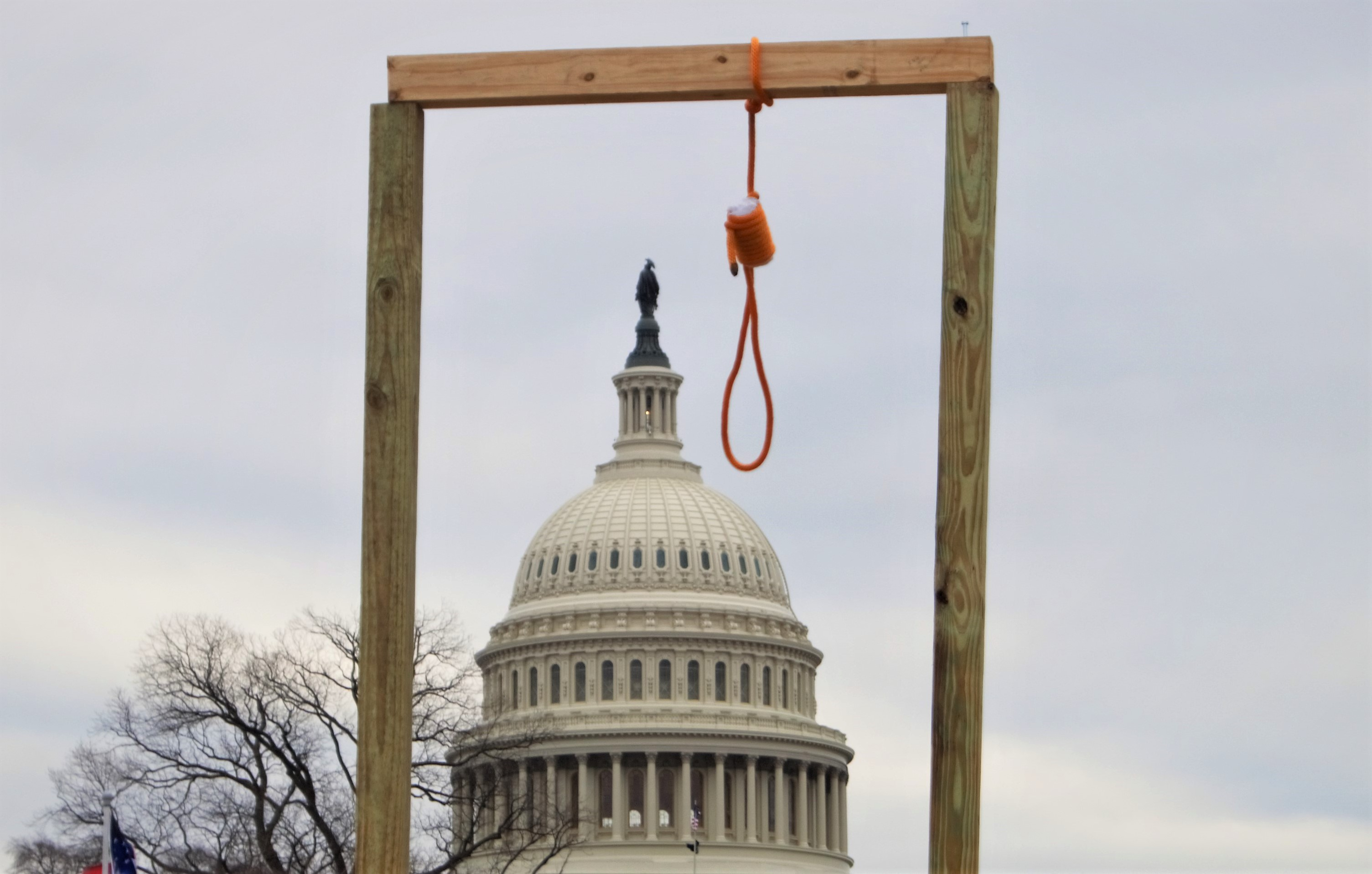
Una horca erigida por los asaltantes del Capitolio.

La quinta entrega fue publicada el 12 de diciembre por Weiss. Cubrió el conflicto entre los empleados de Twitter y cómo influyó en la decisión sobre la prohibición de Trump de la plataforma. Esas comunicaciones incluyen solicitudes del FBI y otras agencias para determinar si un tuit en particular violó las políticas contra la manipulación electoral. Weiss informó que dos tuits que hizo Trump en la mañana del 8 de enero de 2021 se utilizaron como base para su suspensión. Ella dijo que los dos tuits se aclararon inicialmente por no tener indicios de incitación a la violencia, con el acuerdo de varios empleados. Según Weiss, el exjefe de Asuntos Legales, Políticas y Confianza Vijaya Gadde disintió, sugiriendo que los tuits eran como "silbatos para perros" para futura violencia política. Weiss informó que el equipo de "aplicación escalada" de Twitter se comprometió y estuvo de acuerdo con Gadde, lo que sugiere que los tuits violaron la política de "glorificación de la violencia" y que el término "Patriotas estadounidenses" que Trump usó en un tuit era un código para los alborotadores del Capitolio. También dijo que un miembro del equipo se refirió a Trump como un "líder de un grupo terrorista responsable de violencia/muertes comparable al tirador de Christchurch o Hitler". Weiss informó que después de una reunión de todo el personal de 30 minutos, Dorsey le pidió a Roth que simplificara el lenguaje del documento para la suspensión de Trump. Una hora más tarde, la cuenta de Trump fue suspendida "debido al riesgo de más incitación a la violencia".

### Núm. 6-7: Comunicaciones del FBI con el equipo de confianza y seguridad de Twitter
La sexta entrega, publicada por Taibbi el 16 de diciembre, describió cómo el FBI denunció varias cuentas al Equipo de Confianza y Seguridad de Twitter por supuestamente difundir información errónea sobre las elecciones. Según Taibbi, muchas de las cuentas reportadas tenían una pequeña cantidad de seguidores y estaban haciendo tweets con clara naturaleza satírica, como el usuario Claire Foster, quien tuiteó "Soy contador de votos en mi estado. Si no llevas mascarilla, no contaré tu voto. #safetyfirst" y "Por cada comentario negativo en esta publicación, estoy agregando otro voto para los demócratas". También informó que Twitter no siempre tomaba medidas contra los tuits y las cuentas marcadas por el FBI. Taibbi escribió que un miembro del personal de alto rango se refirió a la relación de la empresa con el FBI como "sincronización entre el gobierno y la industria" debido a la frecuencia de los correos electrónicos y las reuniones con la agencia.

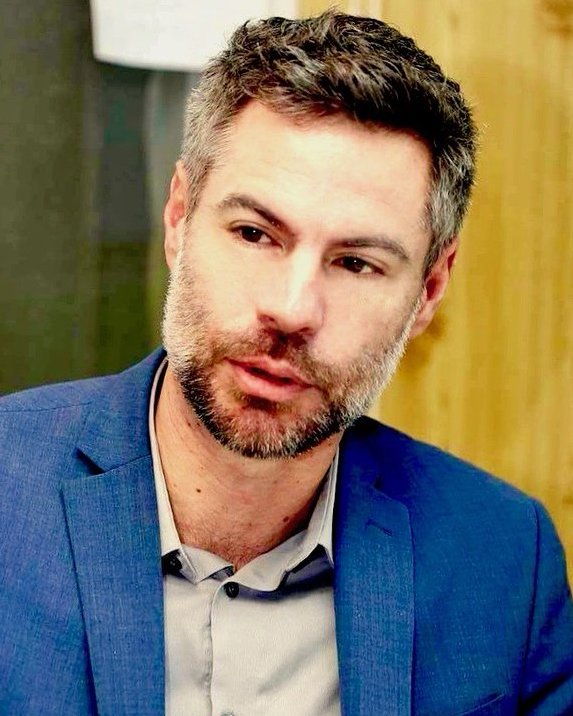
El autor Michael Shellenberger, quien publicó la cuarta y séptima entrega.

La séptima entrega fue publicada por Shellenberger el 19 de diciembre de 2022. Describía la participación del FBI en la moderación de la historia de la computadora portátil de Hunter Biden. Shellenberger informó que las advertencias del FBI y el DHS sobre la posible interferencia extranjera en las elecciones presidenciales de 2020 influyeron en Twitter para moderar la historia de la computadora portátil de Hunter Biden. Roth escribió en una discusión interna sobre la historia del Post que debido a "los GRAVES riesgos aquí y las elecciones de 2016", Twitter debería aplicar una advertencia a la historia y evitar que "sea amplificada". Shellenberger compartió capturas de pantalla de un correo electrónico de 2021, que incluía una comunicación del equipo de seguridad, contenido y aplicación de la ley (SCALE) de Twitter de que Twitter había recibido $3 415 323 de un programa de 2019 diseñado para cumplir con el "derecho legal de reembolso" por el costo de procesamiento de solicitudes del FBI. Musk afirmó en un tuit que este pago es una prueba de que el gobierno de Estados Unidos sobornó a la empresa "para censurar información del público". Las pautas de Twitter en cumplimiento de la ley establecen que "Twitter puede solicitar el reembolso de los costos asociados con la información producida de conformidad con el proceso legal y según lo permita la ley (por ejemplo, bajo 18 U.S.C. §2706)".

### Núm. 8-9: Relación con el gobierno de Estados Unidos
La octava entrega de Lee Fang del 20 de diciembre de 2022, fue de documentos que mostraban que el Equipo de Integridad del Sitio de Twitter incluyó cuentas en la "lista blanca" del Mando Central de los Estados Unidos (CENTCOM) utilizadas para ejecutar campañas de influencia en línea en otros países, incluidos Yemen, Siria y Kuwait. Esta "lista blanca" impidió que se marcaran las cuentas. Muchas de las cuentas no revelaron su afiliación con el ejército y se hicieron pasar por usuarios comunes. Una de las cuentas usó una foto identificada por Stanford como una deepfake.
La novena entrega de "Twitter Files" de Taibbi se relaciona con la participación de la CIA y el FBI en la moderación del contenido de Twitter.

### Núm. 10: Moderación del contenido sobre COVID-19
La décima entrega fue publicada el 26 de diciembre de 2022 por David Zweig, que muestra que el gobierno de Estados Unidos estuvo involucrado en la moderación del contenido sobre COVID-19 en Twitter.
Durante la audiencia de la Cámara sobre la controversia de la computadora portátil de Hunter Biden, Nancy Mace, una congresista, argumentó que Twitter no debería haber suprimido los informes de los médicos cuando tuitearon contenido que iba en contra del mensaje de los CDC con respecto a las vacunas.

### Núm. 15: Tablero Hamilton 68
El 27 de enero de 2023, Taibbi publicó la decimoquinta entrega, que trata sobre el tablero Hamilton 68 creado por la Alianza para Asegurar la Democracia (AAD). Taibbi escribió: "Durante años, los medios de comunicación citaron a Watts y Hamilton 68 cuando afirmaban que los bots rusos estaban "amplificando un desfile interminable de causas en las redes sociales: contra los ataques en Siria, en apoyo de la presentadora de Fox, Laura Ingraham, las campañas de Donald Trump y Bernie Sanders".
El AAD rechazó las afirmaciones de Taibbi publicando una hoja informativa "repitiendo su metodología en el proyecto Hamilton 68" y verificando los "principales alegatos de Taibbi en los 'Twitter Files' de ese día". El AAD describió cómo los medios a menudo fallaron en "incluir el contexto apropiado al usar los datos del tablero".
Jackson Sinnenberg de The National Desk criticó la entrega de Taibbi y describió las acusaciones de Taibbi y la respuesta de la Alianza para Asegurar la Democracia. Taibbi calificó el trabajo de AAD como una "mezcla de macartismo digital y fraude que causó un gran daño a la política y la cultura estadounidenses". Sinnenberg señaló que en 2018 la AAD ya había explicado cómo, contrariamente a los informes de los medios, no rastreaban los bots. Describe cómo ni Twitter, Taibbi ni la mayoría de los medios de comunicación "notaron los descargos de responsabilidad específicos... al final de la guía metodológica". Él resume señalando que aunque Hamilton 68 era "una herramienta imperfecta...llamarlo macartismo o fraudulento parece hiperbólico por parte de Taibbi".

### Núm. 16: Insultos dirigidos hacia y desde Donald Trump y otros republicanos
Los políticos republicanos pidieron a Twitter que censurara o no ciertos contenidos en beneficio de sus intereses políticos. Twitter eliminó "regresa al lugar de donde viniste" de su política de incitación al odio contra los inmigrantes después de que un tuit de Donald Trump de 2019 usó una frase similar para insultar a congresistas demócratas (principalmente nacidas en Estados Unidos). La Casa Blanca pidió a Twitter que eliminara un tuit de la personalidad de televisión Chrissy Teigen que insultaba al presidente Trump, pero Twitter se negó a hacerlo.

### Núm. 17: Centro de participación global
El 2 de marzo de 2023, Taibbi publicó la decimoséptima entrega, "Nuevos descubrimientos, el Centro de participación global y las listas negras patrocinadas por el estado", que se centró en el Centro de compromiso global establecido por la Ley de lucha contra la propaganda extranjera y la desinformación como un esfuerzo interinstitucional para combatir supuesta propaganda extranjera.

### Núm. 19: Proyecto de viralidad
La decimonovena entrega de Twitter Files, publicada el 17 de marzo de 2023, trató sobre cómo, según la revista Reason, el "Proyecto de viralidad" de la Universidad de Stanford, en cooperación con varias organizaciones sin fines de lucro, "trabajó con las plataformas de redes sociales para señalar y suprimir los comentarios sobre las vacunas contra el COVID, ciencia y política que contradecían las posturas de los funcionarios de salud pública, incluso cuando ese comentario era cierto". El objetivo era controlar la supuesta desinformación sobre el COVID que incluía el uso indebido de información verdadera para favorecer los tropos de información errónea: "Si bien las historias reales individuales sobre los efectos secundarios negativos de la vacuna no se trataron como información errónea o desinformación, podrían etiquetarse como 'información errónea' si se consideraba que exageraban o engañaban a las personas", dijeron los investigadores. El reportero técnico de ZDNet, Dan Patterson, escribió: "Al comienzo de la vacunación, había mucha información errónea sobre cómo funcionaban estas vacunas, y lo que estaban tratando de hacer era descubrir qué era real, y luego asegurarse de que la información falsa no se amplifique accidentalmente".

## Reacciones

### Políticos
En una entrevista con Fox News, el líder de la minoría republicana en la Cámara de Representantes, Kevin McCarthy, defendió los informes de Taibbi y dijo de Elon Musk que sus críticos están "tratando de desacreditar a una persona por decir la verdad".
El representante demócrata a la Cámara, Ro Khanna, confirmó la autenticidad de su correo electrónico a Twitter criticando la supresión de la historia del New York Post como una violación de los principios de la Primera Enmienda. También dijo que Twitter debería implementar "criterios claros y públicos" de eliminación o no promoción de contenido, tomar tales decisiones de manera transparente y brindar a los usuarios una forma de apelar las decisiones. Los republicanos de la Cámara han declarado su intención de investigar el intercambio entre Khanna y Twitter.
Donald Trump se refirió al primer lanzamiento de Twitter Files como prueba de que las "grandes empresas tecnológicas, el Comité Nacional Demócrata y el Partido Demócrata" manipularon las elecciones presidenciales de Estados Unidos de 2020 en su contra, declarando que "la terminación de todas las reglas, regulaciones y artículos, incluso los que se encuentran en la Constitución" era necesario. Preguntó si se debería declarar al "ganador legítimo" o si se debe realizar una nueva elección. El subsecretario de prensa de la Casa Blanca, Andrew Bates, condenó los comentarios de Trump y escribió que la Constitución de los Estados Unidos es un "documento sacrosanto" que une al país "sin importar el partido" y que pedir su terminación es un ataque contra "el alma de nuestra nación". Musk tuiteó: "La Constitución es más grande que cualquier presidente. Fin de la historia".

### FBI
El 21 de diciembre de 2022, el FBI respondió a las acusaciones realizadas en su contra en los Twitter Files, emitiendo la siguiente declaración:

La correspondencia entre el FBI y Twitter no muestra más que ejemplos de nuestros compromisos tradicionales, de larga data y continuos con el gobierno federal y el sector privado, que involucran a numerosas empresas en múltiples sectores e industrias. Como se evidencia en la correspondencia, el FBI brinda información crítica al sector privado en un esfuerzo por permitirles protegerse a sí mismos y a sus clientes. Los hombres y mujeres del FBI trabajan todos los días para proteger al público estadounidense. Es desafortunado que los teóricos de la conspiración y otros estén alimentando al público estadounidense con información errónea con el único propósito de intentar desacreditar a la agencia.

Un agente del FBI en el centro de la controversia declaró en un testimonio bajo juramento que la oficina no le dio una directiva a Twitter sobre la historia de la computadora portátil de Hunter Biden. Un exagente que ayudó a dirigir el trabajo de la oficina con las empresas de redes sociales dijo: "Nunca acudiríamos a una empresa para decirles que deben silenciar esta historia".

### Expertos legales
Musk afirmó que la moderación de contenido de Twitter violó la Primera Enmienda. Sin embargo, un experto legal refutó la idea de que la moderación de contenido por parte de una empresa privada viola la Primera Enmienda, ya que la enmienda solo restringe a los actores gubernamentales. David Loy, director legal de la Coalición de la Primera Enmienda, dijo que Twitter puede elegir legalmente qué discurso está permitido en su sitio, y señaló que tanto la campaña de Biden, que no era parte del gobierno, como la Casa Blanca de Trump podían solicitar información específica de acciones de moderación de contenido.

### Privacidad y seguridad
Taibbi fue criticado por no eliminar las direcciones de correo electrónico de las capturas de pantalla publicadas; Yoel Roth, exjefe de Confianza y Seguridad de Twitter, lo calificó de "fundamentalmente inaceptable", y Musk admitió que las direcciones de correo electrónico deberían haber sido tapadas. Aunque Musk apoyó a Roth mientras trabajaba para Twitter, después de su renuncia comenzó a criticarlo públicamente y a respaldar tuits con acusaciones. Esto incluyó una acusación de que estaba sexualizando a niños. Posteriormente, Roth enfrentó una ola de amenazas de violencia lo suficientemente graves como para huir de su hogar.
Musk ordenó a su nueva jefa de Confianza y Seguridad, Ella Irwin, que le diera capturas de pantalla de las vistas internas de las cuentas de los usuarios a Weiss, que ella publicó en línea. La publicación de las capturas de pantalla y una declaración de Musk de que los escritores que trabajaban en los archivos tendrían acceso sin restricciones generaron preocupaciones de que las personas pudieran acceder a datos confidenciales de los usuarios en violación de un acuerdo de privacidad de 2022 entre Twitter y la Comisión Federal de Comercio. El 10 de diciembre de 2022, Musk amenazó con demandar a cualquier empleado de Twitter que filtrara información a la prensa, a pesar de haber compartido mensajes internos y correos electrónicos con periodistas. Esta amenaza fue expresada en forma general, y los empleados de Twitter se comprometieron a firmar indicando que entendían.

### Ex director ejecutivo de Twitter
El ex director ejecutivo y cofundador de Twitter, Jack Dorsey, instó a Musk a publicar todos los documentos internos "sin filtro" a la vez, incluidas todas las discusiones de Twitter sobre acciones actuales y futuras sobre moderación de contenido. Dorsey luego criticó a Musk por permitir que solo personas seleccionadas accedieran a los documentos internos, sugiriendo que los archivos deberían haberse puesto a disposición del público "al estilo de WikiLeaks" para que hubiera "muchos más ojos e interpretaciones a considerar". Dorsey admitió que "se cometieron errores" en Twitter, pero expresó su creencia de que "no hubo malas intenciones ni agendas ocultas" en la empresa. También condenó las campañas de hostigamiento realizadas contra ex empleados de Twitter, diciendo que es "peligroso" y "no soluciona nada".

### Periodistas
Después de que se publicó el primer conjunto de archivos, muchos periodistas de tecnología escribieron que la evidencia reportada demostraba que el equipo de políticas de Twitter tuvo dificultades para tomar decisiones, mientras que las voces de la derecha dijeron que los documentos confirmaban el sesgo liberal de Twitter.
Forbes informó sobre las publicaciones de Taibbi con respecto a la historia del New York Post que "el personal de Twitter tomó 'medidas extraordinarias' para suprimir una historia del New York Post de octubre de 2020" y parecía indicar "ninguna participación del gobierno en la historia de la computadora portátil", contradiciendo una teoría que afirmaba el FBI estuvo involucrado. Mehdi Hasan de MSNBC criticó a Taibbi en Twitter por supuestamente realizar relaciones públicas para Musk; Taibbi respondió preguntando cuántos de sus críticos "han publicado historias para fuentes anónimas en el FBI, la CIA, el Pentágono y la Casa Blanca".
Miranda Devine, columnista del New York Post que estuvo entre las primeras en escribir sobre la computadora portátil, le dijo al presentador de Fox News, Tucker Carlson, que la presentación sobre la historia no era "la prueba irrefutable que esperábamos". Jim Geraghty, de National Review, escribió que "los archivos pintan un feo retrato de la gerencia de una empresa de redes sociales que decidió unilateralmente que su función era mantener las noticias de última hora alejadas del público en lugar de permitir que las personas vean los informes y saquen sus propias conclusiones".
Intelligencer escribió que las dos primeras entregas contenían "un par de hallazgos genuinamente preocupantes", pero estaban "saturadas de hipérboles y empañadas por omisiones de contexto" y, por lo tanto, "se entiende mejor como un ejemplo atroz del mismo fenómeno que pretende condenar: el de los administradores de redes sociales que aprovechan sus plataformas para fines partidistas".
Charlie Warzel de The Atlantic caracterizó los dos hilos iniciales como "descuidados, anecdóticos, sin contexto y... noticias viejas", pero escribió que los archivos demostraban el "inmenso poder" que poseen las plataformas Big Tech como resultado de "subcontratar amplias franjas de nuestro discurso político y consumo de noticias a plataformas corporativas". También sugirió que el objetivo central de Musk es "enfurecer a los liberales" y apelar a la derecha política, citando que permite que solo personas selectas accedan a los documentos "que han expresado su alineamiento con sus temas favoritos" y les dice a sus seguidores que voten por los republicanos en las elecciones intermedias de 2022.
Después del primer hilo de Weiss, Caleb Ecarma de Vanity Fair escribió que aún se desconocía cuántas cuentas habían sido "prohibidas en la sombra", cómo habían sido seleccionadas y cuáles eran sus creencias políticas. Señaló sin evidencias que varios usuarios prominentes de izquierda y antifascistas habían sido supuestamente "prohibidos" bajo Musk, mientras que él había "reintegrado" a varios usuarios prominentes de derecha prohibidos.
La escritora liberal Katherine Cross de Wired retrató los hilos de Weiss y Taibbi como "teatro de transparencia", y escribió que el motivo oculto de Musk es lograr "libertad de cualquier responsabilidad" y "un mundo donde nadie le diga 'no'". Cross dijo que la palabra "shadowban" se ha convertido en "lo que la gente quiera que signifique", comparándolo con el uso de la palabra "woke" por parte de la derecha política. También preguntó por qué Musk no había sido transparente sobre su propia toma de decisiones, sugiriendo que "todo lo que acusaron falsamente a Twitter de hacer es lo que buscan hacer con sus muchos enemigos ideológicos".
El consejo editorial de The Wall Street Journal elogió el comunicado por exponer "una forma de corrupción política" en la que los funcionarios de inteligencia estadounidenses actuales y anteriores tienen influencia en las elecciones. Gerard Baker de The Wall Street Journal escribió que los Twitter Files "expusieron cómo una clase poderosa de personas de ideas afines controlan y limitan el flujo de información para aprovechar su agenda monolíticamente progresista" y agregó que "no nos dicen nada nuevo", y que no contiene ninguna "revelación impactante" con respecto a la censura del gobierno o la manipulación por parte de las campañas políticas. Baker agregó que los Twitter Files "traen a la superficie las deliberaciones internas de una empresa que se ocupa de problemas complejos de manera coherente con sus valores". Ted Rall, del Wall Street Journal, preguntó: "¿No pueden ambas partes respaldar la libertad de expresión?".
Oliver Darcy de CNN comentó sobre el hecho de que varias organizaciones de noticias no estaban informando sobre los Twitter Files, y dijo que esto se debe a que "los comunicados en gran medida no han contenido ninguna información reveladora", ya que las revelaciones solo demuestran "cuán complicada puede ser la moderación de contenido, especialmente cuando estaba bajo una inmensa presión y lidiando con el ex presidente de los Estados Unidos". Sin embargo, señaló que los medios de comunicación que no cubren las revelaciones permiten que "actores deshonestos en los medios de comunicación de derecha" se apropien de la narrativa con "interpretaciones distorsionadas", creando así complicaciones para los usuarios que intentan investigar las relevaciones. CNN entrevistó a seis ejecutivos de tecnología y altos gerentes, así como a varios funcionarios federales familiarizados con el asunto, quienes dijeron que el FBI no le había dado a Twitter ninguna directiva para suprimir la historia de la computadora portátil de Hunter Biden.
Tras el sexto lanzamiento de los Twitter Files, Robby Soave de la revista libertaria Reason escribió que "las empresas de redes sociales tienen todo el derecho a moderar las bromas", pero calificó las comunicaciones del FBI con la empresa como "inapropiadas" y como una "violación de la libertad de expresión". Comentó que era "francamente inquietante" que las empresas tecnológicas y el gobierno federal "trabajaran en conjunto para acabar con la disidencia, la oposición e incluso el humor". Elizabeth Brown, de la revista, opinó que los documentos presentados en la séptima entrega eran "interesantes, aunque difícilmente el tipo de armas humeantes que muchos de la derecha pretenden". Ella escribió que los documentos no eran prueba de que Twitter intentara manipular las elecciones presidenciales de 2020 a favor de Joe Biden al suprimir la historia del Post, sino más bien un "error comprensible" cometido en reacción a las acusaciones de que el sitio supuestamente había ayudado a los trolls rusos en 2016 y la "presión de fuerzas gubernamentales" como el FBI y el DHS, de quienes dijo que eran los "verdaderos villanos aquí".

### Artículo de Wikipedia
Musk acusó a Wikipedia de tener un "sesgo de izquierda no trivial" después de que se considerara la eliminación del artículo de Twitter Files en la Wikipedia en inglés, respondiendo con capturas de pantalla a usuarios editores que se referían a él como "no notable"; sin embargo, la decisión final fue mantener el artículo.